# The Prince and the Pauper (Disney)
O Príncipe e o Mendigo (no original em inglês, The Prince and the Pauper) é uma curta-metragem de animação de aproximadamente 24 minutos, estrelando Mickey Mouse, Pateta e o Pato Donald. Foi inspirado no conto original "O Príncipe e o Mendigo" de Mark Twain. O filme foi lançado em 16 novembro de 1990, juntamente com Bernado e Bianca na Terra dos Cangurus.

## Sinopse
Mickey junto de seu amigo Pateta, e seu cachorro Pluto, são pobres camponeses e sonham em viver como reis. Um dia, ao ir ao palácio atrás de seu cachorro, Mickey se encontra com o Príncipe, que é literalmente a sua cara, e, assim como Mickey, está insatisfeito com a sua vida. Os dois resolvem trocar de lugar por um dia, para ver como é a vida do outro, porém, fora do palácio o príncipe descobre que o Capitão da Guarda, João Bafo de Onça, estava roubando de seus súditos em nome do Rei. Enquanto isso, o Rei que estava muito doente, morre, e Mickey que está no lugar do Príncipe, irá ser coroado o novo Rei. Agora o Príncipe, com a ajuda de Pateta, e seu valete Donald, terá de voltar ao palácio antes da coroação, e enfrentar o Capitão Bafo de Onça, e ocupar o seu lugar no trono.

## Elenco original
- Mickey Mouse - Wayne Allwine
- Pateta / Pluto / Horácio - Bill Farmer
- Pato Donald - Tony Anselmo
- Clarabela - Elvia Allman
- João Bafo de Onça - Arthur Burghardt